# Bryan Mittelstadt
Bryan Mittelstadt (* 3. April 1992) ist ein US-amerikanischer Schauspieler.

## Leben
Mittelstadt wurde am 3. April 1992 geboren. Er wurde als Sohn einer Militärfamilie geboren zog in seiner Kindheit 14 mal, hauptsächlich im US-Bundesstaat Texas, um. Er studierte von 2011 bis 2015 an der Texas Lutheran University Kommunikation, Medienwissenschaft und Dramatic Media und schloss sein Studium mit einem Bachelor-Abschluss ab. Von 2017 bis 2020 erlangte er an der University of Connecticut seinen Master of Fine Arts in Schauspiel.
Ab 2018 spielte Mittelstadt in ersten Kurzfilmproduktionen mit. 2021 gab er sein Spielfilmdebüt in Salem’s Ghosts – The Lynn Lady. 2022 spielte er in zwei Episoden der Fernsehserie Wild West Chronicles als Revolverheld mit und stellte im selben Jahr in drei Episoden der Miniserie Eat the rich – Wie die GameStop-Aktie die Wallstreet auf den Kopf stellte die Rolle des Ivan, der Internet-Ermittler. 2024 war er in der Rolle des Jim Brennan, einen der Hauptdarsteller, im Kurzfilm Julius zu sehen. Dieser wurde unter anderen am 26. November 2024 auf dem Torino Film Festival gezeigt. Im selben Jahr stellte er im Mockbuster Gladiators – Zurück in der Arena die Rolle des Lucius dar. Außerdem hatte er unter anderen eine größere Rolle in der Filmproduktion Maid Droid Origins inne, der als Video-on-Demand erschien.

## Filmografie (Auswahl)
- 2018: Exit (Kurzfilm)
- 2020: Hollow Fortunes (Kurzfilm)
- 2021: Santa Con: The War on Christmas (Kurzfilm)
- 2021: Salem’s Ghosts – The Lynn Lady
- 2021: First Day on the Job (Kurzfilm)
- 2021: Afghan Kush (Kurzfilm)
- 2021: Handsome (Miniserie, Episode 1x02)
- 2021: Stay (Kurzfilm)
- 2021: When the Water Runs (Kurzfilm)
- 2021: The Voyeurs
- 2021: Last Warning Shot
- 2022: Dhar Mann (Fernsehserie, Episode 10x20)
- 2022: People Magazine: Investigativ (Fernsehserie, Episode 6x01)
- 2022: Somnium (Kurzfilm)
- 2022: Foreign Her (Kurzfilm; Produktion und Filmschnitt)
- 2022: Wild West Chronicles (Fernsehserie, 2 Episoden)
- 2022: Eat the rich – Wie die GameStop-Aktie die Wallstreet auf den Kopf stellte (Eat the Rich: The GameStop Saga, Miniserie, 3 Episoden)
- 2023: So isst Amerika – Pioniere des Fastfood (The Food That Built America, Fernsehdokuserie, Episode 4x01)
- 2023: Give (Kurzfilm)
- 2023: Mission A, Plan B (Kurzfilm; Produktion und Filmschnitt)
- 2023: Sister Secrets (Fernsehserie, Episode 1x01)
- 2024: Forevertown (Kurzfilm)
- 2024: Quick Cuts (Kurzfilm)
- 2024: Secretly Sweetly S3 Vincent Van Gogh (Kurzfilm)
- 2024: Karma: Death at Latigo Springs
- 2024: It Was Love to Me (Kurzfilm)
- 2024: Goldilocks and the Two Bears
- 2024: Love as I Remember (Miniserie)
- 2024: Maid Droid Origins
- 2024: Last Night (Kurzfilm)
- 2024: Gladiators – Zurück in der Arena (Gladiators)
- 2024: Julius (Kurzfilm)
- 2025: Comeback of a Hidden Empress (Miniserie)
- 2025: Sneak Me in Your Closet My Prince (Miniserie)
- 2025: Stitched

## Podcast
- 2020: As Seen On (Podcast-Serie)
- 2021: More Than Roses (Podcast-Serie, 2 Episoden)

## Theater (Auswahl)
- The Mystery of Edwin Drood, Regie: Paul Mullins, CT Repertory Theatre
- Jesus Christ Superstar, Regie: Terrance Mann, Nutmeg Summer Series
- Little Shop of Horrors, Regie: Dexter Windleton, CT Repertory
- The Tempest, Regie: Beth Gardiner, Great River Shakespeare Festival
- The Cherry Orchard, Regie: John Miller-Stephany, CT Repertory Theatre
- Spring Awakening, Regie: Shannon Ivey, The Public (San Antonio)
- The Wright Brothers (Midwest Tour), Regie: Larry Siegel, Fresh Brewed Productions